# Edwin Austin Abbey
Edwin Austin Abbey (1. dubna 1852 Filadelfie, Pensylvánie – 1. srpna 1911 Londýn) byl americký malíř a ilustrátor.
V rodné Filadelfie jej učil Christian Schussele. Pak odešel do New Yorku, kde začal vytvářet ilustrace pro Harper’s Magazine. V roce 1878 se přesunul do Anglie, aby nasbíral podklady k ilustracím básní Roberta Herricka. V roce 1890 maloval pro Bostonskou veřejnou knihovnu nástěnné malby, které patří k jeho nejznámějším. V roce 1902 byl oficiálním malířem korunovace Eduarda VII. Na závěr života maloval nástěnné malby v Pensylvánském kapitolu, které po jeho smrti dokončil John Singer Sargent.